# Toxicodendron succedaneum
Toxicodendron succedaneum, comúnmente llamado árbol de cera o árbol de cera japonesa y denominado en Vietnam como sơn, es una especie de planta con flores del género Toxicodendron nativa de Asia, aunque ha sido cultivada igualmente en Australia y Nueva Zelanda. Es un arbusto grande o árbol que llega a medir hasta 8 metros de altura. Debido a su bello follaje de otoño, ha sido utilizado fuera de Asia como planta de ornamento, usualmente por jardineros que desconocían las reacciones alérgicas que genera y el peligro de estas. Actualmente, es considerada como maleza nociva en Australia y Nueva Zelanda. Es uno de los símbolos de la ciudad de Kurume, en Japón.

## Usos
También se utiliza para producir la laca. En Vietnam, se utiliza para producir pinturas de laca, conocidas como sơn mài, a partir de resina del árbol.
En el este de Asia, en particular en Japón, es el combustible tradicional de las velas, también llamadas cera japonesa«», producida mediante la mezcla con otras plantas de zumaque y frutas trituradas de Rhus succedanea en lugar de grasas de animales o cera de abejas. La cera japonesa es un subproducto de la fabricación de la laca. No es una verdadera cera, sino una grasa que contiene entre 10 y 15 % de palmitin, estearina y oleína con aproximadamente 1 % de ácido japánico (ácido 1,21-heneicosanedioico). La cera japonesa se vende en cuadrados planos o discos y tiene un olor rancio. Se extrae mediante la presión y el calor o por la acción de disolventes. El éster metílico de ácidos grasos del aceite de semilla cumple con todos los requirimientos principales de biodiésel en los Estados Unidos (ASTM D 6751-02, ASTM PS 121-99), Alemania (DIN V 51606) y la Unión Europea (EN 14214).
La planta se utiliza como medicinal en la India. Sus frutos son comestibles, aunque su consumo no es recomendable, debido a la toxicidad general de la planta.

## Química
La planta produce hinokiflavone, un citotóxico biflavonoide.